# 徐学海 (1948年)
徐学海（1948年3月—），男，汉族，吉林九台人，中华人民共和国政治人物，曾任中共吉林省委统战部部长，吉林省政协副主席，第十届全国政协委员。